# Vasfa (növénynemzetség)
A vasfa (Sideroxylon) a hangavirágúak (Ericales) rendjébe és a vajfafélék (Sapotaceae) családjába tartozó nemzetség.
Nevét fájának keménysége miatt kapta. A nemzetség számos tagjának fája jó minőségű faanyagnak számít. Tudományos neve is vasfa jelentésű, a görög sziderosz (sideros, σιδηρος) 'vas' és a kszülon (xylon, ξύλον) 'fa' szavakból származik.
A Sideroxylon nemzetségen kívül számos más fát is neveznek vasfának, erről lásd: Vasfa (faanyag).

## Elterjedés
A nemzetség főleg a neotropikus területeken elterjedt, de megtalálható Afrikában, Madagaszkáron és a Mascarenhas-szigetcsoporton is. Néhány faj Észak-Amerika szubtrópusi részein honos.

## Fajok
- Sideroxylon acunae (Borhidi) T.D.Penn.
- Sideroxylon alachuense
- Sideroxylon altamiranoi (Rose & Standl.) T.D.Penn.
- Sideroxylon americanum (Mill.) T.D.Penn.
- Sideroxylon angustum T.D.Penn.
- Sideroxylon anomalum
- Sideroxylon argenteum Pierre
- Sideroxylon bangii Rusby
- Sideroxylon betsimisarakum Lecomte
- Sideroxylon bolivianum Rusby
- Sideroxylon borbonicum A.DC.
- Sideroxylon boutonianum
- Sideroxylon bullatum (R.A.Howard & Proctor) T.D.Penn.
- Sideroxylon capiri
- Sideroxylon cartilagineum
- Sideroxylon celastrinum (Kunth) T.D.Penn.
- Sideroxylon cinereum
- Sideroxylon confertum
- Sideroxylon contrerasii
- Sideroxylon cubense
- Sideroxylon cuneatum Raunk.
- Sideroxylon cuspidatum A.DC.
- Sideroxylon cylindrocarpum Poepp.
- Sideroxylon cyrtobotryum Mart.
- Sideroxylon dominicanum
- Sideroxylon durifolium
- Sideroxylon elegans A.DC.
- Sideroxylon eriocarpum
- Sideroxylon eucoriaceum
- Sideroxylon excavatum
- Sideroxylon fimbriatum
- Sideroxylon floribundum Griseb.
- Sideroxylon foetidissimum Jacq.
- Sideroxylon galeatum
- Sideroxylon gardnerianum A.DC.
- Sideroxylon grandiflorum
- Sideroxylon hirtiantherum T.D.Penn.
- Sideroxylon horridum (Griseb.) T.D.Penn.
- Sideroxylon ibarrae (Lundell) T.D.Penn.
- Sideroxylon inerme L.
- Sideroxylon jubilla (Ekman ex Urb.) T.D.Penn.
- Sideroxylon lanuginosum Michx.
- Sideroxylon leucophyllum
- Sideroxylon lycioides L.
- Sideroxylon majus (Gaertn.f.) Baehni
- Sideroxylon marginatum (Decne. Ex Webb)
- Sideroxylon mascatense (A. DC.) T.D. Penn.
- Sideroxylon mastichodendroides
- Sideroxylon mirmulano
- Sideroxylon montanum
- Sideroxylon obovatum
- Sideroxylon obtusifolium (Roem. & Schult.) T.D.Penn.
- Sideroxylon occidentale (Hemsl.) T.D.Penn.
- Sideroxylon octosepalum
- Sideroxylon pacurero Loefl.
- Sideroxylon palmeri
- Sideroxylon peninsulare (Brandegee) T.D.Penn.
- Sideroxylon persimile (Hemsl.) T.D.Penn.
- Sideroxylon portoricense Urb.
- Sideroxylon puberulum
- Sideroxylon reclinatum Michx.
- Sideroxylon repens (Urb. and Ekman) T.D.Penn.
- Sideroxylon reticulatum Britton
- Sideroxylon retinerve
- Sideroxylon robustum Mart. & Eichler
- Sideroxylon rotundifolium
- Sideroxylon rubiginosum
- Sideroxylon rufum Mart. & Eichler
- Sideroxylon saldanhaei Glaz.
- Sideroxylon saxorum Lecomte
- Sideroxylon sessiliflorum
- Sideroxylon socorrense (Brandegee) T.D.Penn.
- Sideroxylon spruceanum Mart. & Miq.
- Sideroxylon stevensonii
- Sideroxylon tempisque
- Sideroxylon tenax L.
- Sideroxylon thornei
- Sideroxylon venulosum Mart. & Eichler
- Sideroxylon wightianum S.Mori